# Аластер Рейнольдс
Аластер Рейнольдс (англ. Alastair Reynolds, народився 1966) — англомовний письменник-фантаст, родом з Уельсу, що працює в жанрі прото-трансгуманістична космічна опера.
Раніше жив у місті Нордвейк, Нідерланди, де працював в ЄКА. 2008 року повернувся в Уельс та проживає в передмісті Кардіффа. За освітою астрофізик, доктор філософії.

### Романи

#### Простір одкровення
1. Revelation Space. Лондон: Голланц, 2000. ISBN 0-575-06875-2
2. Chasm City. Лондон: Голланц, 2001. ISBN 0-575-06877-9
3. Redemption Ark. Лондон: Голланц, 2002. ISBN 0-575-06879-5
4. Absolution Gap. Лондон: Голланц, 2003. ISBN 0-575-07434-5
5. The Prefect. Лондон: Голланц, 2007, ISBN 0-575-07716-6

#### Діти Посейдона
1. Blue Remembered Earth, Лондон: Голланц, 2012, ISBN 0-575-08827-3
2. On the Steel Breeze, Лондон: Голланц, 2013, ISBN 0-575-09045-6 [5][6]
3. TBA, Лондон: Голланц, TBA

#### Інші
- Century Rain. Лондон: Голланц, 2004. ISBN 0-575-07436-1
- Pushing Ice. Лондон: Голланц, 2005. ISBN 0-575-07438-8
- Дім Сонць. Лондон: Голланц, 2008, ISBN 0-575-07717-4
- Terminal World, Лондон: Голланц, 2010, ISBN 0-575-07718-8

### Збірки
- Diamond Dogs, Turquoise Days. Лондон: Голланц, 2003. ISBN 0-575-07526-0
- Zima Blue and Other Stories. Сан-Франциско, Каліфорнія: Книги Night Shade, 2006. ISBN 1-59780-058-9 (містить майже всі оповідання що не відносяться до всесвіту Простору одкровення на час публікації.) 
  - Zima Blue and Other Stories. Лондон: Голланц, 2009. ISBN 0-575-08405-6  (Британське видання з трьома оповіданнями, що не включені в оригінальну публікацію. Вступне слово - Пол Маколі.)
- Galactic North. Лондон: Голланц, 2006. ISBN 0-575-07910-X (Містить всі повісті та оповідання з всесвіту Revelation Space до 2006, за винятком тих, що потрапили в Diamond Dogs, Turquoise Days)
- Galactic North. Framingham, MA: NESFA Натисніть, 2010. ISBN 978-1-886778-90-0 (Обмежене видання,  містить історії або не включені або не опубліковані в попередніх збірках. Вступне слово Стівена Бакстера.)